# Zona metropolitană București
Zona metropolitană București (ZMB) este o zonă metropolitană din România. Aceasta dorește crearea unei unități administrative integrate între municipiul București și localitățile limitrofe și care ar cuprinde actualmente aproximativ 2,2 milioane de locuitori. Există proiecte de mărire substanțială a ZMB astfel încât ea va include 94 de unități administrativ-teritoriale, situate pe circa 5.000 km², va fi gata în aproximativ 10-20 ani, din cauză că mai întâi vor fi efectuate studii, iar următorii trei-patru ani vor fi alocați consultărilor publice. Astfel ZMB ar urma să cuprindă șase orașe (printre care Giurgiu, Oltenița, Otopeni) și 87 de comune din județele Ilfov, Giurgiu si Călărași. La nord, metropola s-ar învecina cu județul Prahova, iar la sud cu Bulgaria. Astfel, ZMB s-ar întinde pe 5.046,1 km², o arie de 20 de ori mai mare decât actualul oraș.

## Istorie
Proiectul „Zona metropolitană” a fost inițiat în 2003. Un sondaj din 2008 a arătat că aproximativ 70% din populația zonei este în favoarea proiectului. Orașul propriu-zis are acum 228 km², dar zona metropolitană ar ajunge la 1.800 km² într-o primă fază. Un posibil nume pentru acesta va fi probabil „Bucureștiul Mare”.
Într-o etapă inițială, zona ar include Bucureștiul și județul Ilfov. Apoi, există mai multe planuri de a crește în continuare „Zona Metropolitană a Bucureștiului” la aproximativ 20 de ori suprafața orașului propriu-zis (de la 228 km² la 5.046 km²). Ar cuprinde 6 orașe și 87 de comune din județele Ilfov, Giurgiu și Călărași și s-ar extinde până la granița cu Bulgaria în sud și către județul Prahova în nord. Într-o etapă intermediară, extinderea zonei ar include 62 din cele 93 de localități candidate propuse. „Zona Metropolitană București” ar putea deveni cel mai mare port de pe Dunăre după finalizarea Canalului Dunăre-București.
Consiliul extins „Zona Metropolitană” va avea 105 consilieri, de două ori mai mulți sunt acum, iar Guvernul va numi un guvernator, funcție care ar fi omologată prefectului de București.

## Subdiviziuni
| Ierarhia organizațiilor planificatoare | Localități majore | Zonă (Prima etapă) | Populație (prima etapă) | Zonă (etapa intermediară) | Populație (etapa intermediată) |
| -------------------------------------- | ----------------- | ------------------ | ----------------------- | ------------------------- | ------------------------------ |
| București                              |                   | 228 km²            | 1,883,425               | 228 km²                   | 1,883,425                      |
| Județul Ilfov (toate localitățile)     |                   | 1,285 km²          | 388,738                 | 1,285 km²                 | 388,738                        |
| ↓                                      | Voluntari         | 37 km²             | 42,944                  | 37 km²                    | 42,944                         |
|                                        | Pantelimon        | 69 km²             | 25,596                  | 69 km²                    | 25,596                         |
|                                        | Buftea            | 55 km²             | 22,178                  | 55 km²                    | 22,178                         |
|                                        | Popești-Leordeni  | 56 km²             | 21,895                  | 56 km²                    | 21,895                         |
|                                        | Bragadiru         | 22 km²             | 15,329                  | 22 km²                    | 15,329                         |
|                                        | Chitila           | 13 km²             | 14,184                  | 13 km²                    | 14,184                         |
|                                        | Otopeni           | 32 km²             | 13,861                  | 32 km²                    | 13,861                         |
|                                        | Măgurele          | 45 km²             | 11,041                  | 45 km²                    | 11,041                         |
| Județul Giurgiu (11 localități)        |                   |                    |                         | 656 km²                   | 65,825                         |
| ↓                                      | Bolintin-Vale     |                    |                         | 41 km²                    | 12,929                         |
|                                        | Mihăilești        |                    |                         | 69 km²                    | 7,923                          |
| Județul Călărași (5 localități)        |                   |                    |                         | 295 km²                   | 23,492                         |
| ↓                                      | Fundulea          |                    |                         | 23 km²                    | 6,851                          |
| Județul Dâmbovița (3 localități)       |                   |                    |                         | 206 km²                   | 16,059                         |
| Județul Ialomița (2 localități)        |                   |                    |                         | 56 km²                    | 4,05                           |
| BMA                                    |                   | 1,811 km²          | 2,272,163               | 2,726 km²                 | 2,381,593                      |

## Avantaje
- Descongestionarea orașelor
- Satisfacerea cererii de locuințe a populației
- Fonduri bugetare mai mari pentru localitățile cu venituri mici
- Beneficii economice derivate din creșterea atractivității zonelor pentru investitori
- Îmbunătățirea infrastructurii tehnico-edilitare și de transport
- Extinderea rețelelor de utilități
- Crearea de locuri de muncă
- Creșterea nivelului de trăi al populației
- Dezvoltarea regională
- Accesarea fondurilor structurale

## Dezavantaje
- Speculațiile imobiliare care determină scumpirea terenurilor
- Dificultățile de administrare
- Creșterea taxelor locale pentru unele localități din Ilfov, Ialomița, Dâmbovița și Călărași
- Degradarea mediului prin aglomerarea de locuințe